# Galearis spectabilis
Galearis spectabilis är en orkidéart som först beskrevs av Carl von Linné, och fick sitt nu gällande namn av Constantine Samuel Rafinesque. Galearis spectabilis ingår i släktet Galearis och familjen orkidéer. Inga underarter finns listade i Catalogue of Life.

## Bildgalleri

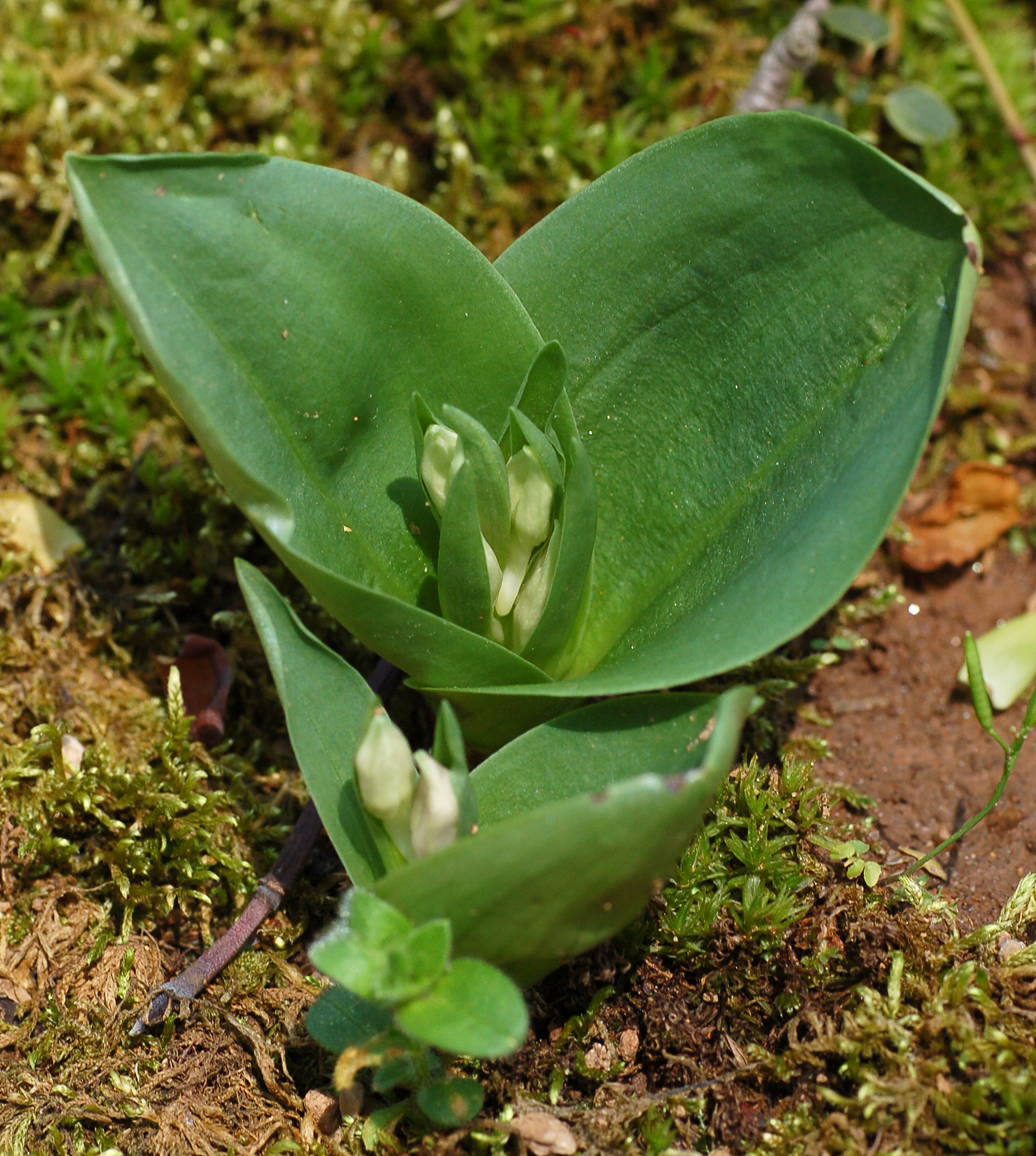
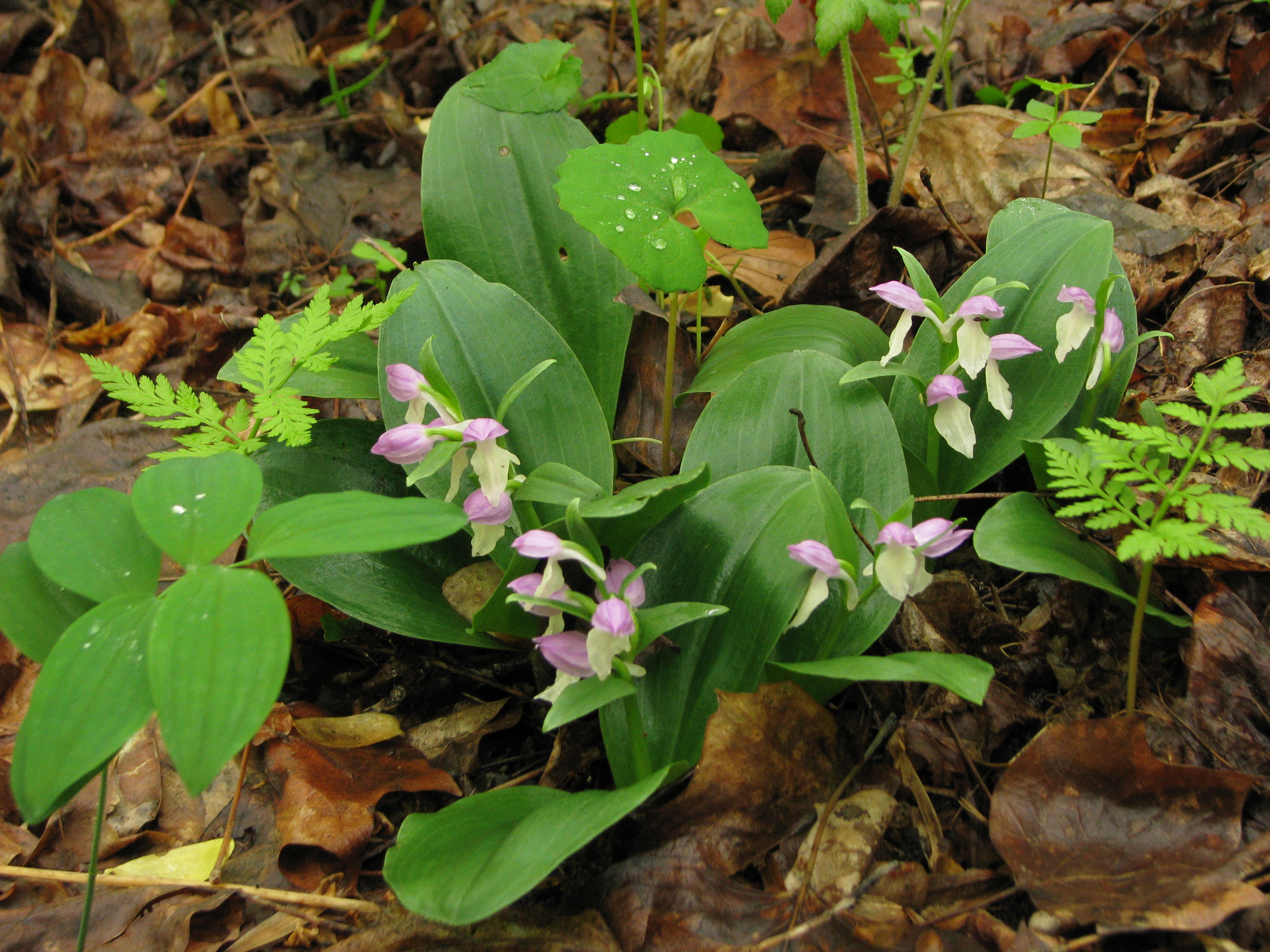
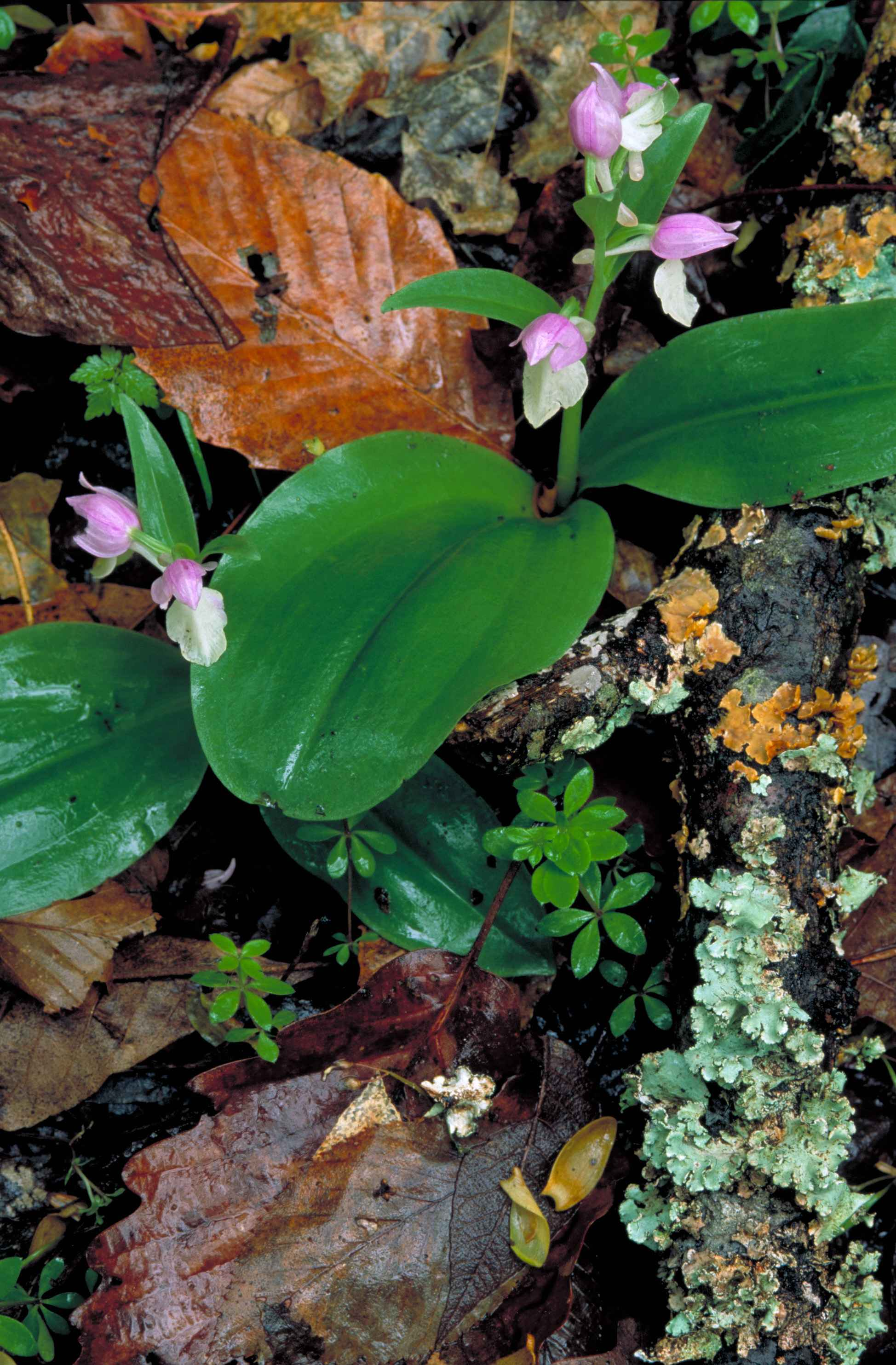
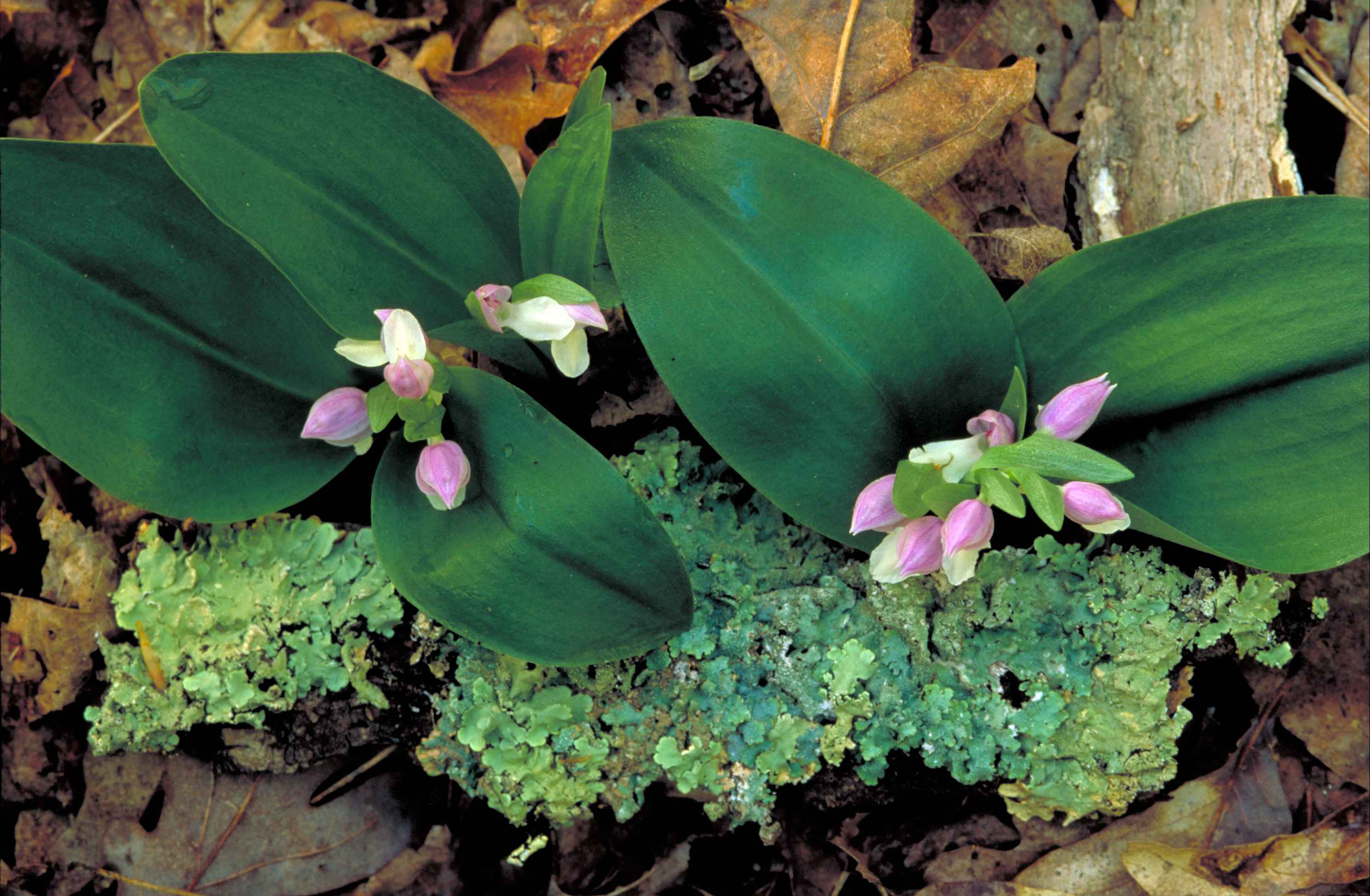
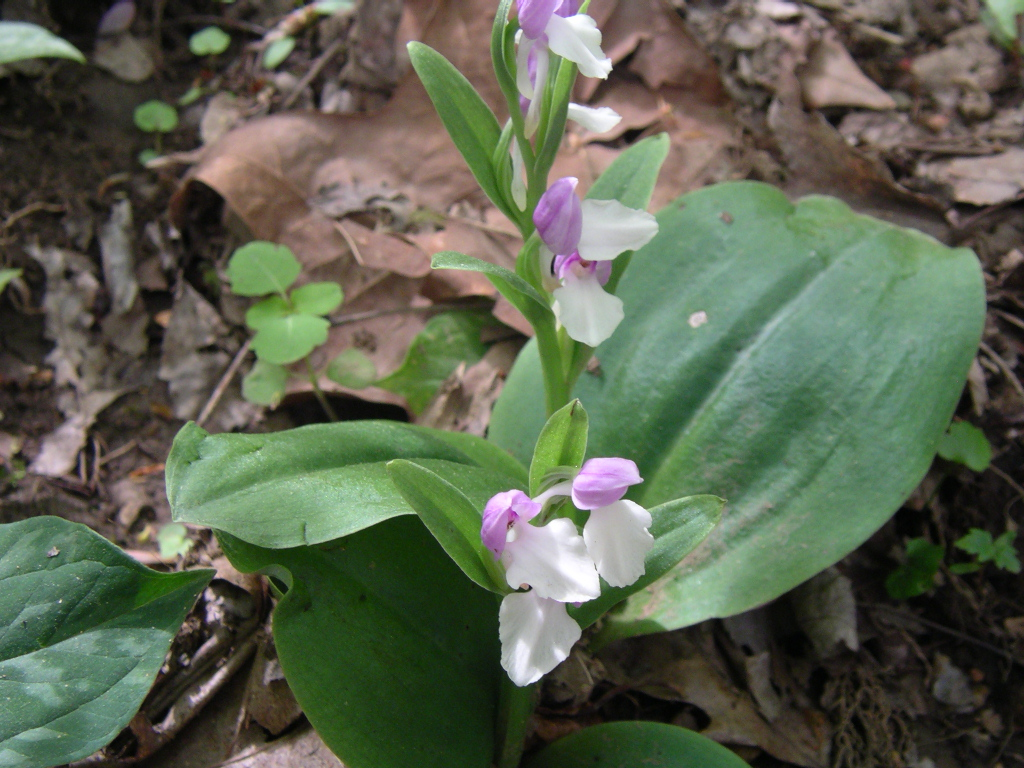
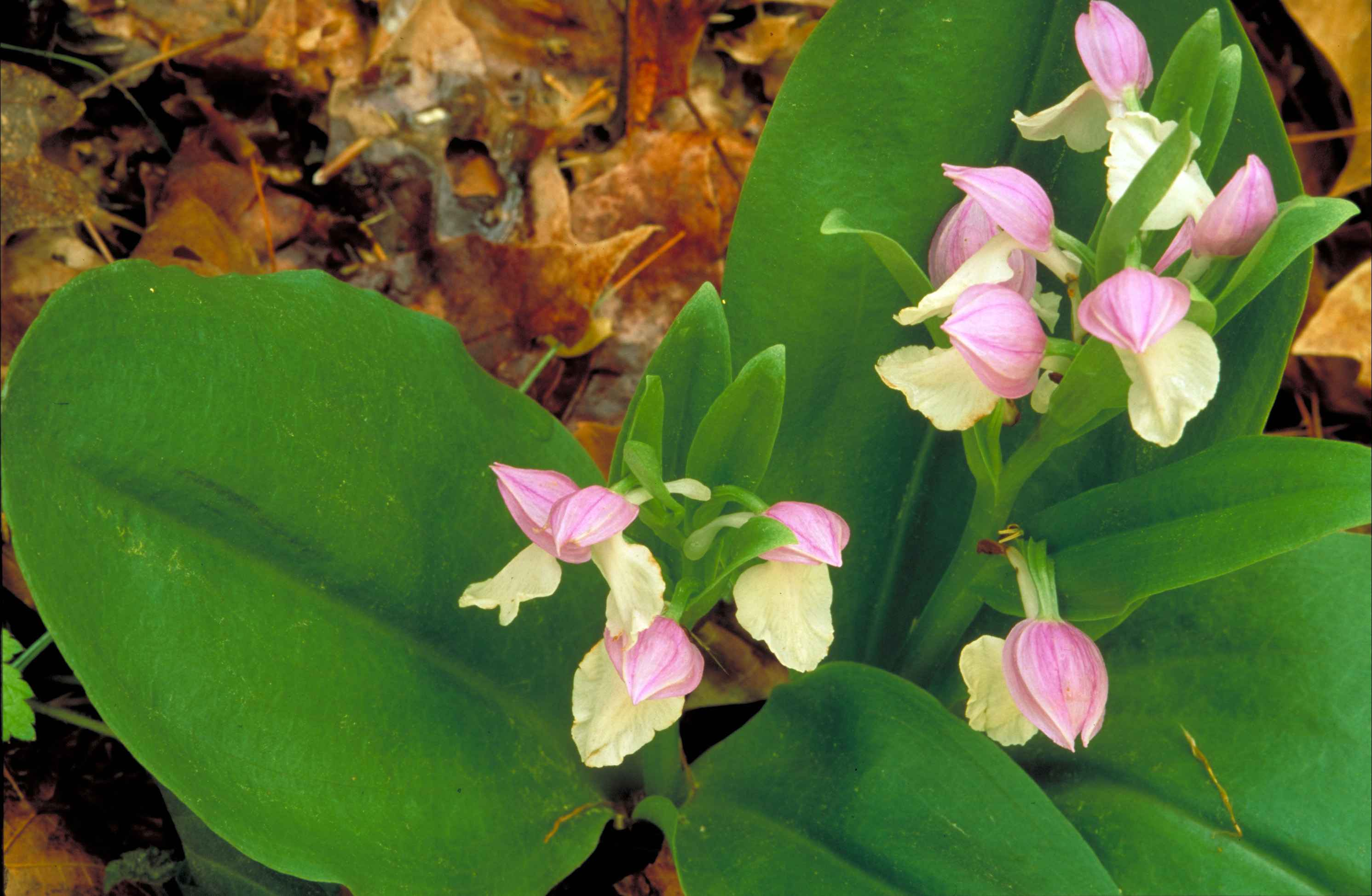